# Torrent de Cal Tet
El Torrent de Cal Tet és un afluent per la dreta de la Rasa de Confós, a la Vall de Lord

## Descripció
Neix a 1.696 metres d'altitud. De direcció global NE-SW, desguassa a la Rasa de Confós a 1.377 m. d'altitud, .

## Municipis que travessa
Tot el seu recorregut el realitza pel terme municipal de la Coma i la Pedra.

## Xarxa hidrogràfica
El Torrent de Cal Tet no té cap afluent.